# Coburg járás
Coburg járás egy járás Bajorországban. Coburg járás Kronach, Coburg, Lichtenfels, Haßberge, Bamberg, Landkreis Sonneberg és Hildburghausen járásokkal határos. Lakosainak száma 82 033 fő (1987. május 25.).

## Népesség
A járás népessége az elmúlt években az alábbi módon változott:
| Lakosok száma | 40 446 | 64 693 | 67 652 | 82 033 | 87 006 | 86 719 | 86 715 | 86 734 | 86 885 | 86 906 |
|               | 1925   | 1950   | 1961   | 1987   | 2012   | 2013   | 2014   | 2016   | 2017   | 2019   |